# Карпентер, Мерива
Мерива Карпентер (англ. Meriva Carpenter; 1802—1877) — американская художница.
Специализировалась на пейзажах и миниатюрных портретах.

## Биография
Родилась 28 апреля 1802 года в городе Эллингтон, штат Коннектикут, в семье доктора Рагглза Карпентера и его жены Джулианы Пирс.
27 февраля 1820 года вышла замуж за кузена — Эли Карпентера (Eli Carpenter, 1793—1863), также сына врача. Вместе с мужем поселились недалеко от города Гомер, штат Нью-Йорк, в районе, который стал называться Карпентервиль, ныне Ист-Ривер. Эли Карпентер был преуспевающим мельником и красильщиком, супруги были достаточно зажиточными, чтобы построить хороший дом, наполненный художественными произведениями.
Художник Сэнфорд Тайер написал портреты Эли Карпентера с сыном Волни. Их дочь Марсиана Мелвина также стала художницей. Работы Меривы Карпентер находятся в округе Гомер.
Умерла 24 июля 1887 года в городе Гомер. Была похоронена там же на кладбище Glenwood Cemetery. На этом же кладбище был похоронен известный художник Фрэнсис Карпентер, её дальний родственник, портретист президента США Авраама Линкольна.